# Union sportive de Berné
 (juillet 2022).
 (juillet 2022).
- Si vous ne connaissez pas le sujet, laissez ce bandeau (vous pouvez alors contacter les auteurs).
- Si vous supprimez le contenu mis en cause (vous pouvez préalablement contacter les auteurs),

argumentez précisément cette suppression dans la page de discussion
(un manque de référence n'est pas un argument ; une recherche réelle de référence doit avoir été effectuée, être formellement documentée).
L'Union Sportive de Berné, ou US Berné, est un club français de football, fondé en 1945, et basé à Berné, commune de 1 693 habitants située à 33 kilomètres au nord de Lorient (Morbihan).
L'US Berné a évolué en 3e division nationale de 1973 à 1977 et compta dans ses rangs Christian Gourcuff. 
L'US Berné évolue pour la saison 2011-2012 en 3e division de District du Morbihan, groupe H. Ses jeunes joueurs font partie du Groupement de la Vallée du Scorff qui regroupe les 13-18 ans des clubs de l'Avenir de Plouay, du FL Inguiniel et de l'US Berné, depuis avril 2006. Les débutants, poussins et benjamins de l'US Berné sont eux regroupés avec ceux du FC Meslan.

## Palmarès
- Champion de l'Ouest de Division d'Honneur : 1973
- Champion de l'Ouest de Division Régionale d'Honneur : 1969
- Champion de 1re division de District du Morbihan : 1966
- Vainqueur de la Coupe de l'Ouest : 1972
  - Le 14 mai 1972 à Berné : US Berné 2-0 Stade brestois (MT, 1-0). Buts : André Simon (18e, 52e). Spectateurs : 3000.
  - Composition de l'équipe de l'US Berné : Redou - Jaffré, G. Le Guenic, Jacques, Bacon - A. Le Guenic, R. Simon, Le Dortz, Morvant, A. Simon, Malouéma (C. Le Parc).
- Vice-champion de l'Ouest de Division Supérieure Régionale : 1972
- Meilleure performance en Coupe de France : 
  - 6e tour en 1969-70 : US Berné 2-4 FC Lorient, 14 décembre 1969 (avant l'instauration du 7e tour en 1972-73)
  - 7e tour en 1976-77 : FC Lorient 2-0 US Berné, 15 janvier 1977
- Vainqueur de la Coupe du Conseil Général du Morbihan : 1996

## Historique
Le football a débuté à Berné avec La Garde de Pontcallec et le Foyer Laïc. C'est le 2 janvier 1945 qu'est créée l'US Berné, qui fédère dès lors les énergies, sous la présidence de Désiré Sivy. Le club va longtemps évoluer au plus bas de l'échelle du football amateur, cessant même son activité pour une saison durant la guerre d'Algérie, pour laquelle furent conscrits par l'armée française les trois quarts des joueurs seniors du club (1956-1957). 
Sous la présidence de Robert Le Guenic, avec une poignée de dirigeants dévoués, des joueurs aussi courageux que talentueux comme les frères - et les familles - Duclos, Le Dortz, Le Guenic et Simon, tout devient possible. Notamment pour l'abbé Raoul, le curé de Berné, qui offre sur ses propres deniers, chaque saison, deux ballons au club. Partie de la 3e division de District, l'USB entame une formidable épopée, avec six montées en dix ans.
En 1968-69, Berné devient champion de l'Ouest de DRH et ne restera que trois saisons en DSR. En 1971-72, les blancs et rouges de Berné maîtrisent leurs adversaires et accèdent à la Division d'Honneur. Marcel Le Mentec, futur président du FC Lorient, participe à cette épopée, avant d'évoluer en Championnat de France de football de Division 3 (1970-1993), au Stade Lavallois. 
Le public de toute une région se masse de plus en plus nombreux dans les gradins du stade de la rue de Kerpriol. En prime, Berné remporte la coupe de l'Ouest la même année en s'imposant en finale devant l'équipe réserve du Stade Brestois 29 (2-0) à Kerpriol. 2 buts de André Simon, firent craquer les Brestois. la Ligue de l'Ouest ayant voulu que les Bernéens puissent jouer "leur finale" à domicile, devant 3000 spectateurs. Les Bernéens avaient signé une mémorable victoire en Coupe de l'Ouest sur le terrain de leur grand rival, l'US Montagnarde, grâce à un but de Gilbert Morvant, véritable renard des surfaces qui avait fait ses premières classes chez les bleus montagnards.

### Un village en3edivisionnationale
Arrive ensuite ce qui sera la consécration : Berné monte en 3e division nationale un dimanche de printemps 1973, avec trois points d'avance sur Saint-Malo.1 seule saison en Division Honneur! L'USB est alors le 7e club de Bretagne derrière le FC Nantes (champion de France 1973), le Stade rennais, le FC Lorient, le Stade brestois, le Stade Quimpérois et l'US Concarneau. 
Lors de son épopée en coupe de l'Ouest 1972 et lors de certains matches de coupe de France contre le FC Lorient, le stade Paul Ihuel enregistre même des entrées supérieures à 4 000 spectateurs. Dans le monde du football et dans la presse régionale et même nationale, on parle alors du Phénomène Berné, qui draine des passionnés de football de tout l'ouest du Morbihan, du sud-est finistérien et du sud des Côtes d'Armor. 
L'USB se maintient honorablement à ce niveau de 1973-74 à 1976-77. Ses meilleures saisons furent 1974-75 (meilleur buteur de l'équipe, André Simon avec 12 buts) et 1975-76 (meilleur buteur du Groupe Ouest, Ramon Ramirez avec 18 buts). 1976-77 sera une saison de contrastes qui s'avèrera fatidique : Berné sera leader en octobre 1976, en course pour la montée en 2e division, avant de s'incliner (0-2) à Kerpriol face à Concarneau, devant 3 402 spectateurs. La presse reparla même du Phénomène Berné. Au contraire, sans le savoir, les Bernéens entamaient leur descente aux enfers. 
Hésitants dans leur championnat respectif, Lorientais et Bernéens trouvent une échappatoire avec la coupe de France 1976-77. Après 1970 et 1973, ils se retrouvent pour un billet en 32e de finale devant près de 7 000 spectateurs (6 698 exactement) au stade du Moustoir. Bien que 33 kilomètres séparent les deux équipes, il s’agit d’un véritable derby puisque de nombreux ex-lorientais évoluent avec l’USB. L’Argentin Ramon Ramirez se verrait bien faire chuter les pros. Mais Lorient étouffe Berné par une première mi-temps étincelante. C’est pourtant une maladresse de Frankiewicz qui « offre » le premier but à Resola. Dès la reprise, Bernardet porte le score de la tête à 2-0. Les carottes semblent cuites. C’est alors que Berné va se réveiller. Par trois fois, Ramirez manquera une occasion en or pouvant relancer le match, le faire basculer, voire le gagner. Henri Le Bastard, l’entraîneur bernéen, ne put que se satisfaire de la partie : « Lorient a mérité son succès mais que d’occasions avons-nous ratées. Nous pouvions tout remettre en question, malheureusement nos attaquants ont été trop maladroits. » Ramon Ramirez était lui inconsolable : « J’ai trois ballons que je dois normalement mettre au fond. Quelle poisse ! Cela m’arrive à Lorient où j’espérais faire un malheur ! ». Lorient gagne 2-0 et ira jusqu’en ¼ de finale. Berné empochera 32 000 FRF de recette au Moustoir (aujourd'hui 18 500 euros constants).
Pourtant, avec ses 22 buts, l'Argentin Alfredo Ramon Ramirez marquera plus de la moitié des réalisations bernéennes de la saison et finira meilleur buteur du Groupe Ouest. Mais, minée par les blessures, la défense sombrera, notamment à Nantes, Rennes et Guingamp, lequel montera en 2e division à la …différence de buts, devant Concarneau. Berné chutera en Division d'Honneur à la différence de buts particulière, favorable à Penmarc'h. Louis Cardiet, Yves Chupin, Étienne Frankiewicz, Christian Gourcuff, André Jegouzo, Bernard Le Dortz, Alfredo Ramon Ramirez, les frères Simon et Le Guenic auront été les figures de proue d'un club qui sera même entraîné par le regretté Jean Prouff. Pour la petite histoire, il est étonnant d'indiquer que ce dernier figura comme remplaçant sur la feuille de match de Berné v Lisieux (16 septembre 1973) à l'âge de… 54 ans.

### L'impossible retour… mais une passion intacte
En 1977-78, emmené par Christian Gourcuff, Berné vise la remontée en 3e division. À mi parcours, alors que Louis Cardiet, 34 ans, fait encore des apparitions sur le terrain, le pari semble réalisable mais le scénario de la saison précédente se répète. L'équipe s'écroule au printemps, ratant même le wagon qui mène à la toute nouvelle 4e division nationale, après une cinglante défaite face à l'UCK Vannes lors de la toute dernière journée. Berné quittera la Division d'Honneur définitivement en 1980-81 (un de ses compagnons d'infortune est alors le FC Lorient), la DSR en 1984-85, et retombera dans les profondeurs d'où il avait émergé dans les années 1960.
En 2005-2006, après une brillante saison, l'US Berné est remontée en 2e division de District mais fit preuve d'une ambition mesurée pour son retour à ce niveau, forte de huit recrues et d'un entraîneur, Lucien Zaragoza, qui effectuait son retour au club. L'USB débuta la saison 2006-07 à l'extérieur en coupe de France, le 27 août 2006 face à l'Hermine de Guern (1-2), avant de reprendre le championnat le 10 septembre par une victoire (3-0) à Caudan. L'USB ne quittera jamais la tête du classement, consolidant d'entrée sa saison par six victoires consécutives avant de céder face à ses plus proches rivaux. 
Après avoir alterné le bon et le moins bon entre novembre et février, les bernéens reprenaient leur marche en avant. Le 15 avril, un pas très important était franchi grâce à un nul face à Saint-Tugdual (1-1), un proche rival, à domicile paradoxalement. Le dimanche suivant, Meslan était effacé (0-3) et le dimanche 6 mai 2007, en battant Guiscriff (3-1) à Kerpriol, l'US Berné fêtait la montée, retrouvant la D1 sept ans après l'avoir quittée. Seul le titre échappait au Bernéens à la différence de buts particulière au profit de la FA Inzinzac. Avec 66 points en 22 rencontres, 14 victoires, 2 nuls et 6 défaites, 59 buts marqués contre 23 encaissés (+36 de différence de buts), Berné avait prouvé qu'elle avait néanmoins été l'équipe la plus performante de la saison à défaut d'avoir été la plus régulière. 
Deux montées en deux saisons : l'US Berné entendait ne pas s'arrêter en si bon chemin. Depuis, l'équipe première est retombée en 2e division de District. Le dimanche 23 mai 2010, Berné luttait même pour sa place à ce niveau, devant faire match nul au minimum en recevant le FC Ploemeur. C'est avec panache que les bernéens battirent 2-0 le leader du groupe. Grâce à cette victoire, l'USB faisait un bond au classement et terminait à une honorable 8e place. Une fin de saison 2009-10 doublement heureuse avec les U17 du Groupement de la vallée du Scorff (Berné, Inguiniel, Avenir de Plouay) qui terminaient leur championnat à la 4e place, juste derrière la GSI Pontivy, le Stade Pontivyen et l'US Montagnarde. « C'est un super-résultat pour leur première année en ligue. Un grand bravo à tous ces jeunes et aux organisateurs bernéens pour leur accueil toujours aussi chaleureux », commentaient, fiers et satisfaits, les deux coaches, Jean-Paul Le Gal, ex-Bernéen, et Jean-Paul Prado, depuis quarante ans à l'Avenir de Plouay, après la victoire clôturale contre Baud (4-1) à Kerpriol. 
La volonté reste donc de revenir au plus haut niveau départemental en cette saison 2010-2011, avec Stéphane Le Floch, 44 ans, recruté comme nouvel entraîneur en remplacement de Hugues Le Scouarnec, en place pendant deux ans. Ancien joueur des JV Auray (DHR) jusqu'à l'âge de 30 ans, le nouvel entraîneur a déjà une longue expérience puisqu'il a occupé cette même fonction durant 14 années à Merlevenez, Molac et Réguiny, son dernier club. Il est diplômé du 1er degré. « Je viens à Berné pour raviver la flamme du passé. Le projet sportif du nouveau président, Laurent Le Dain, m'intéresse » a-t-il annoncé. « Notre objectif est évidemment de jouer dans la première partie du tableau pour l'équipe première et la remontée pour l'équipe réserve », a précisé le président Laurent Le Dain.

## Bilan de 1957-58 à 1994-95
| Saison    | Div. | Clas. | Pts | M.J. | Vic. | Nuls | Déf. | B.P. | B.C. | D.B. | Bilan      | Coupe de France |
| 1972-1973 | DH   | 1er   | 33  | 24   | 13   | 7    | 4    | 52   | 30   | +22  | Promotion  | 4e t. Berné 4-1 Hermine Concarneau, 5e t. Berné 4-0 Lorient Sports, 6e t. Berné 1-2 Lorient                                  |
| 1973-1974 | D3   | 13e   | 37  | 30   | 8    | 11   | 11   | 32   | 44   | -12  | Repêchage  | 5e t. US Quimperlé 0-2 Berné, 6e t. Berné 1-2 Lorient Sports                                                                 |
| 1974-1975 | D3   | 10e   | 31  | 30   | 9    | 13   | 8    | 40   | 40   | 0    | Maintien   | 5e t. Lanester 2-1 Berné |
| 1975-1976 | D3   | 7e    | 30  | 30   | 9    | 12   | 9    | 43   | 49   | -6   | Maintien   | 5e t. Guingamp 2-1 Berné |
| 1976-1977 | D3   | 14e   | 26  | 30   | 9    | 8    | 13   | 42   | 55   | -13  | Relégation | 5e t. GV Hennebont 0-3 Berné, 6e t. Berné 1-0 Stade Morlaisien, 7e t. Lorient 2-0 Berné                                      |
| 1977-1978 | DH   | 8e    | 56  | 26   | 9    | 9    | 8    | 32   | 36   | -4   | Maintien   | 2e t. Berné 2-0 US Plouay, 3e t. DC Carhaix 0-1 Berné, 4e t. Berné 1-0 Stade Pontivyen, 5e t. Treffiagat-Lechiagat 2-1 Berné |
| 1978-1979 | DH   | 8e    | 51  | 26   | 10   | 5    | 11   | 44   | 43   | +1   | Maintien   | 4e t. Scaër 2-4 Berné, 5e t. Berné 2-2 Stade Morlaisien (2-3 t.a.b. Morlaix)                                                 |
| 1979-1980 | DH   | 12e   | 46  | 26   | 8    | 4    | 14   | 39   | 61   | -22  | Maintien   | 2e t. Berné 3-1 Le Croisty, 3e t. Berné 3-1 Stade Pontivyen, 4e t. Esp. Ploemeur 1-2 Berné, 5e t. FC Quimperlé 2-0 Berné     |
| 1980-1981 | DH   | 14e   | 36  | 26   | 3    | 4    | 19   | 28   | 67   | -39  | Relégation | 2e t. Avenir Plouay 2-3 Berné, 3e t. Berné 6-1 Le Croisty, 4e t. Lorient Sports 5-0 Berné                                    |